# (1469) Linzia
(1469) Linzia es un asteroide perteneciente al cinturón de asteroides descubierto el 19 de agosto de 1938 por Karl Wilhelm Reinmuth desde el observatorio de Heidelberg-Königstuhl, Alemania.

## Designación y nombre
Linzia se designó al principio como 1938 QD.
Posteriormente fue nombrado por la ciudad austriaca de Linz.

## Características orbitales
Linzia orbita a una distancia media del Sol de 3,123 ua, pudiendo acercarse hasta 2,913 ua y alejarse hasta 3,333 ua. Su inclinación orbital es 13,4° y la excentricidad 0,06718. Emplea en completar una órbita alrededor del Sol 2016 días.